# 神様と運命革命のパラドクス
『神様と運命革命のパラドクス』（かみさまとうんめいかくめいのパラドクス）とは、日本一ソフトウェアより2013年1月24日に発売されたPlayStation 3用ゲーム。日本国外版タイトルは『The Guided Fate Paradox』。
略称は『神パラ』。

## 概要
日本一ソフトウェア20周年記念タイトル第1弾。ある日突然神となった主人公が、7人の天使とともに人々の願いを叶えていく物語。システムは同社の『絶対ヒーロー改造計画』と同じくダンジョンRPG。
企画・開発を魔界戦記ディスガイアシリーズのチームが行い、キャラクターデザインをいとうのいぢ、歌やBGMなどの楽曲を妖精帝國、オープニングアニメーションを白組が務める。ユーザー参加企画『ラブライブ!』とコラボレーションを行なっており、本作の女性キャラクターの声は同作品のヒロインが担当しているという設定になっている。

## ゲームシステム
「運命革命」を行う対象の心を具現化した「コピー世界」がダンジョンとなる。コピー世界での変化はオリジナル世界にも変化を与え、運命の革命に繋がる。コピー世界は入る度に構造が変わる。レベルは常に1から始まるが、上がったレベルはトータルレベルとして換算される。全滅しても取得した経験値に応じて能力にボーナスがつき、以前より強い状態で始められるようになる。

## あらすじ
商店街の福引で1等を当てた神楽坂 レンヤは、その褒賞として"神"となることが認められた。神の使命は、天界の"運命革命回路"が生み出す疑似世界を用いて、誰かの運命を回すこと。不本意ながらもそれに取り組むレンヤと天使たちだが、"悪魔"がそれを妨害しにやってきた。そして、その"悪魔"を倒すこともまた、神の使命であった。

## 登場人物

### レンヤとその周辺の天使たち
神楽坂 レンヤ（かぐらざか レンヤ）
声 - 日野聡
主人公。普通の高校生だったが、ひょんなことから神に選ばれてしまう。
早乙女 リリエル（さおとめ リリエル）
声 - 矢澤にこ（徳井青空）
レンヤの部下になった天使。その中でも、レンヤの一番近くに寄り添う"神の専属天使"。
白鳥 ラナエル（しらとり ラナエル）
声 - 絢瀬絵里（南條愛乃）
レンヤの部下になった天使。
幼い見かけに反した毒舌が特徴。また、中二病をこじらせている。
竜崎 クロウエル（りゅうざき　クロウエル）
声 - 高坂穂乃果（新田恵海）
レンヤの部下になった天使。料理が得意な天使。ポニーテールが特徴。
綾小路 シェリエル（あやのこうじ シェリエル）
声 - 東條希（楠田亜衣奈）
レンヤの部下になった天使。
ピンク色のロングヘアと大きな乳房が特徴。かつては悪魔だったため、天使になった今でも小悪魔じみた気質が抜けていない。
東條 ネルエル（とうじょう ネルエル）
声 - 小泉花陽（久保ユリカ）
レンヤの部下になった天使。自室にこもっていることが多く、彼女の部屋に入れる天使は少ないため、謎めいた雰囲気を漂わせている。
伊集院 レキエル（いじゅういん レキエル）
声 - 杉山紀彰
レンヤの部下になった天使。
レンヤの、神としての資質に疑問をなげかけつつも、レンヤをサポートする。
姫川 ガルシオン（ひめかわ ガルシオン）
声 - 木村明人
レンヤの部下になった天使。個性豊かな7人の天使たちのまとめ役で礼儀正しく、レンヤに対しても敬意をもって接してくれる。
ミザリィ
声 - 園田海未（三森すずこ）
「運命革命回路」に宿る存在。
西園寺 ミザエル（さいおんじ ミザエル）
声 - 伊月ゆい
「運命革命回路」の開発者。

### 悪魔たち
京極 サタナディア
声 - 川村拓央
モノクルをつけた老人の姿をした悪魔。大きな"虚無"を内に持ち、人間には理解しがたい行動をとっている。彼にとっては天使殺しも"暇つぶし"でしかない。
二階堂 ヴァリアル（にかいどう ヴァリアル）
声 - 林毅史
サタナディアに仕える悪魔。赤い肌と黒い角が特徴。力を絶対視し、多大な力を持つサタナディアを崇拝している。
恋塚 フルーネティ（こいづか フルーネティ）
声 - 西木野真姫（Pile）
サタナディアに仕える悪魔。冷酷な性格を生かして、頭に血の上りやすいヴァリエルのなだめ役をつとめている。

### その他
ここでは、悪魔・天使双方の勢力に属さないものについて記述する。また、他作品からのゲスト出演も含む。
アサギ
声 - 南ことり（内田彩）
「次回作のゲームの主人公」。メインストーリーにおいて彼女の出番はないが、ゲーム内に紛れ込んでいる。
神楽坂 ミナモ
声 - 星空凛（飯田里穂）
レンヤの妹。中学2年生。
シンデレラ
声 - あらいしずか
弱虫ゾンビ
声 - 里見圭一郎
エレノア
声 - 田中涼子
リュカーヌ
声 - Yoshihiko Mikumo
青年A
声 - Fuumi Kobayashi
フィオ
声 - 鈴木みこ

## プロモーション
本作は、2012年4月にいとうのいぢがキャラクターデザインを担当する作品として発表され、2012年7月11日に行われた「日本一ソフトウェア20周年記念プレスカンファレンス」にてタイトルが明らかにされた。

## 特典
初回特典
- 冊子「新人神様向け 運命革命バイブル」（設定資料集）
- CD「サウンドCD 〜天界の調べ〜（2枚組）」（サウンドトラック ＆ キャラクターソング）
- 初回限定版専用BOX

## 関連商品

### CD

#### ボーカルアルバム
『神パラ楽典　〜PS3ソフト 神様と運命革命のパラドクス ボーカルアルバム〜』
2013年1月23日発売、レーベル・発売元はランティス。販売元はバンダイビジュアルである。型番はLACA-15273。参加ボーカルは妖精帝國で全6曲である。作詞はYUI、作曲・編曲は橘尭葉が全て担当している。
|   | 収録曲                   | ボーカル | 作詞 | 作曲・編曲 |
| - | ------------------------ | -------- | ---- | ---------- |
| 1 | 神、ノゾム世界と箱庭幻想 | 妖精帝國 | YUI  | 橘尭葉     |
| 2 | 絢爛天華、虚空に消ゆ     | 妖精帝國 | YUI  | 橘尭葉     |
| 3 | 幻惑蝴蝶                 | 妖精帝國 | YUI  | 橘尭葉     |
| 4 | 完全崩壊パラドクス       | 妖精帝國 | YUI  | 橘尭葉     |
| 5 | 偽装世界アガルタ         | 妖精帝國 | YUI  | 橘尭葉     |
| 6 | ending note              | 妖精帝國 | YUI  | 橘尭葉     |

#### オリジナルサウンドトラック
『使徒礼賛　〜神様と運命革命のパラドクス オリジナルサウンドトラック〜』
2013年2月20日発売、レーベル・発売元はvortex Inc.。型番はVXCA-0009。作曲・編曲・監修は妖精帝國のGt.橘尭葉とBa.Nanamiが担当している。
Disc 1
|    | 収録曲                | ボーカル | 作詞 | 作曲・編曲 | 備考                                                            |
| -- | --------------------- | -------- | ---- | ---------- | --------------------------------------------------------------- |
| 1  | End voice             |          |      | 橘尭葉     | 日本一ソフトウェア代表取締役社長、新川宗平のお気に入り          |
| 2  | Positive              |          |      | Nanami     | ブックレットには11曲目と同じBlessing of Godという曲名なっている |
| 3  | Fight!!               |          |      | Nanami     |                                                                 |
| 4  | メルヘン??            |          |      | Nanami     |                                                                 |
| 5  | sergeant              |          |      | Nanami     |                                                                 |
| 6  | mermaid's wish        |          |      | Nanami     |                                                                 |
| 7  | Mystical conversation |          |      | Nanami     |                                                                 |
| 8  | Fate of a country     |          |      | Nanami     |                                                                 |
| 9  | 最終兵器              |          |      | Nanami     |                                                                 |
| 10 | 勇気をもって          |          |      | Nanami     |                                                                 |
| 11 | Blessing of God       |          |      | 橘尭葉     |                                                                 |
| 12 | Paradise              |          |      | Nanami     |                                                                 |
| 13 | destiny               |          |      | Nanami     |                                                                 |
| 14 | Downfall              |          |      | Nanami     |                                                                 |
| 15 | Last battle           |          |      | Nanami     |                                                                 |

Disc 2
|    | 収録曲                  | ボーカル | 作詞 | 作曲・編曲 | 備考                     |
| -- | ----------------------- | -------- | ---- | ---------- | ------------------------ |
| 1  | beginning of the end    |          |      | Nanami     |                          |
| 2  | Infinite labyrinth      |          |      | 橘尭葉     |                          |
| 3  | 神体                    |          |      | Nanami     |                          |
| 4  | 祝福                    |          |      | Nanami     | Nanamiの思い入れがある曲 |
| 5  | Formidable enemy's sign |          |      | 橘尭葉     | 橘尭葉の思い入れがある曲 |
| 6  | 不穏な空気              |          |      | Nanami     |                          |
| 7  | 朝靄                    |          |      | 橘尭葉     |                          |
| 8  | Overwhelming            |          |      | Nanami     |                          |
| 9  | Sacredness              |          |      | Nanami     |                          |
| 10 | 見たことのない          |          |      | Nanami     |                          |
| 11 | 夕靄                    |          |      | 橘尭葉     |                          |
| 12 | brave march             |          |      | Nanami     |                          |
| 13 | 熱い想い                |          |      | Nanami     |                          |
| 14 | 時の雫                  |          |      | 橘尭葉     |                          |
| 15 | 使徒礼賛                | 妖精帝國 | YUI  | 橘尭葉     | イメージソング           |

#### キャラクターソングアルバム
『天使たちの福音～ feat.µ’s』
2013年4月24日発売、レーベル・発売元はランティス。販売元はバンダイビジュアルである。声優ユニットμ'sのメンバーがキャラクターの声優になったという設定でレコーディングされた。型番はLACA-15293。
|    | 収録曲                 | ボーカル | 作詞   | 作曲                    | 編曲                    |
| -- | ---------------------- | --- | ------ | ----------------------- | ----------------------- |
| 1  | 革命ですね？神様！     | 早乙女リリエル/矢澤にこ(徳井青空)、竜崎クロウエル/高坂穂乃果(新田恵海)、白鳥ラナエル/絢瀬絵里(南條愛乃)、綾小路シェリエル/東條希(楠田亜衣奈)、東條ネルエル/小泉花陽(久保ユリカ) | 畑亜貴 | 矢鴇つかさ(Arte Refact) | 矢鴇つかさ(Arte Refact) |
| 2  | 羽は知ってしまったの？ | 早乙女リリエル/矢澤にこ(徳井青空) | 畑亜貴 | 原田篤(Arte Refact)     | fandelmale(Arte Refact) |
| 3  | 閃光Resolution         | 竜崎クロウエル/高坂穂乃果(新田恵海) | 畑亜貴 | 五条下位(Arte Refact)   | 五条下位(Arte Refact)   |
| 4  | 斯くも憂美な日となりて | 白鳥ラナエル/絢瀬絵里(南條愛乃) | 畑亜貴 | 原田篤(Arte Refact)     | fandelmale(Arte Refact) |
| 5  | I'll smile for yours   | 綾小路シェリエル/東條希(楠田亜衣奈) | 畑亜貴 | 矢鴇つかさ(Arte Refact) | 矢鴇つかさ(Arte Refact) |
| 6  | コドクの回廊           | 東條ネルエル/小泉花陽(久保ユリカ) | 畑亜貴 | 酒井拓也(Arte Refact)   | 酒井拓也(Arte Refact)   |
| 7  | 秘密と花園             | 恋塚フルーネティ/西木野真姫(Pile) | 畑亜貴 | 原田篤(Arte Refact)     | fandelmale(Arte Refact) |
| 8  | ここで待ってるよ       | 神楽坂ミナモ/星空凛(飯田里穂) | 畑亜貴 | 酒井拓也(Arte Refact)   | 酒井拓也(Arte Refact)   |
| 9  | 夢☆ONCE AGAIN          | アサギ/南ことり(内田彩) | 畑亜貴 | 西添健(Arte Refact)     | fandelmale(Arte Refact) |
| 10 | NEURON,NEURON!!        | ミザリィ/園田海未(三森すずこ) | 畑亜貴 | 矢鴇つかさ(Arte Refact) | 矢鴇つかさ(Arte Refact) |

### 書籍

#### コミカライズ
2013年2月22日から2014年4月4日にかけてファミ通コミッククリアで連載されていた。作画はなつきゆう。
1. 神様と運命革命のパラドクス 上  2013年10月15日発売　ISBN 978-4-04729-204-8
2. 神様と運命革命のパラドクス 下  2014年5月15日発売　ISBN 978-4-04729-684-8

#### ノベライズ
2013年3月30日にファミ通文庫から発売された。著者ははせがわみやび。
- 神様と運命革命のパラドクス 天使と叶える願い事 　2013年3月30日発売　ISBN 978-4-04728-803-4

#### その他
- 神様と運命革命のパラドクス ザ・コンプリートガイド　2013年3月15日発売　ISBN 978-4-04891-299-0
- 神様と運命革命のパラドクス 公式設定資料集　2013年8月23日発売　ISBN 978-4-89199-196-8